# Max Piccolomini
Max Piccolomini ist eine literarische Figur aus Schillers Wallenstein, ein fiktiver Oberst und Sohn des Heerführers Ottavio Piccolomini im Dreißigjährigen Krieg. Im Mittelteil der Trilogie, Die Piccolomini, spielen Vater und Sohn die Hauptrollen. Die Figuren sind zwar historisch, ihre Rollen jedoch fiktiv. 
Max wird von Schiller als eine Art Ziehsohn Wallensteins dargestellt, den Letzterer – vor seinem Abfall vom Kaiser – beauftragt, Wallensteins Tochter Thekla aus Österreich nach Böhmen zu holen. Dabei verlieben sie sich und hoffen auf eine Einwilligung Wallensteins in die Heirat. Wallenstein aber lehnt die Verbindung ab, weil er seine einzige Tochter königlich vermählen möchte, da er sie schon als Erbin der Krone Böhmens sieht, welche er mit Hilfe der Schweden zu erringen hofft. Als Octavio sich zu den Kaisertreuen absetzt und seinen Sohn auffordert mitzukommen, zögert dieser. Wallenstein und seine Offiziere versuchen ihn auf ihrer Seite zu halten. Hin- und hergerissen und letztlich ohne Hoffnung auf Thekla stürzt Max sich schließlich in einen verwegenen Überfall auf ein Lager des in schwedischen Diensten stehenden Rheingrafen und fällt mit seiner ganzen Reiterschar. Thekla entflieht in der Nacht, unmittelbar vor der Ermordung ihres Vaters, aus Eger, um an Max’ Grab zu pilgern und dort zu sterben.

## Hintergrund
Obwohl es sich um eine literarische Figur handelt, hatte Octavio Piccolomini, der Heerführer des Dreißigjährigen Krieges, tatsächlich einen Neffen namens Joseph Silvio Max Piccolomini, der jedoch zum Zeitpunkt der Geschehnisse im Jahr 1634 erst elf Jahre alt war (und Wallensteins Tochter erst acht). Später stand er als Oberst in einem kaiserlichen Kürassierregiment. Diesen adoptierte Octavio Piccolomini und setzte ihn zunächst zu seinem Erben ein. Max starb jedoch noch zu Lebzeiten Octavios am 6. März 1645 in der Schlacht bei Jankau.